# Adiabene
Adiabene var en provins i Assyrien som ursprungligen låg i området mellan två östliga bifloder till Tigris, övre och nedre Zap.
Eftersom området tidvis bildade en politisk enhet med grannländerna i norr räknades dessa senare även till Adiabene. Under det första århundradet e.Kr. styrdes Adiabene av egna konungar som stod i visst beroende av det partiska riket. De invecklades därför i partenas inre tronstrider och i de romersk-partiska krigen. Adiabene erövrades 117 av Trajanus och blev under namnet Assyria romersk provins.